# Model zero trust
Model zero trust (ang. zero trust model) – model bezpieczeństwa sieciowego, w którym założeniem jest brak zaufania do jakichkolwiek urządzeń, zarówno wewnętrznych, jak i zewnętrznych w stosunku do sieci przedsiębiorstwa.

## Zasada działania
Kluczową ideą modelu Zero Trust  jest "nie ufaj, zawsze weryfikuj", co sugeruje, że użytkownikom i urządzeniom nie należy domyślnie ufać, nawet w zaufanych sieciach.
Zamiast polegać na tradycyjnym podejściu opartym na zabezpieczeniu granic sieci, model zero trust koncentruje się na zabezpieczaniu danych na poziomie indywidualnych zasobów. Kluczowymi elementami tego modelu są: uwierzytelnienie, autoryzacja oraz ciągłe monitorowanie dostępu do zasobów sieciowych. Model ten zakłada, że zagrożenia mogą pochodzić zarówno spoza jak i wewnątrz organizacji, dlatego niezmiennie traktuje każdy próbę dostępu do zasobów z założeniem braku zaufania.

## Historia

### 1990: Podstawowa segmentacja sieci
Pojawiają się początkowe próby segmentacji sieci przy użyciu VLAN-ów czy podsieci. Podejście to jest bardzo ograniczone – nie ma uwierzytelniania, minimalnych restrykcji i niewielu wewnętrznych możliwości zabezpieczania. Wprowadzone ograniczenia można łatwo obejść.

### 2001: Kontrola dostępu do sieci
Stowarzyszenie Standardów IEEE publikuje protokół 802.1X do kontroli dostępu do sieci (NAC). Napędzany przez adaptację WLAN umożliwia uwierzytelnione połączenia sieciowe i daje dostęp na poziomie sieci (LAN/VLAN), ale jest skomplikowany i trudny do szerokiego wdrożenia.

### 2004 rok: Narodziny koncepcji Zero Trust
W tym roku powstaje Forum Jericho, które promuje innowacyjne podejście do bezpieczeństwa określane jako deperymetryzacja. Koncepcja ta kładzie nacisk na ochronę danych przedsiębiorstwa przemieszczających się w obrębie oraz poza sieć korporacyjną, zamiast utrzymywania tych danych wyłącznie w granicach sieci korporacyjnej. Ideą deperymetryzacji jest przekonanie, że zabezpieczenia sieci przedsiębiorstw powinny być stosowane nie tylko na granicach kontaktu z Internetem, ale również w każdym miejscu dostępowym wewnątrz sieci.

### 2009 rok: Forrester i narodziny modelu Zero Trust
Termin model zero trust został wprowadzony w 2009 roku przez Johna Kindervaga z Forrester. Kindervag w swoim przełomowym raporcie przedstawił trzy kluczowe koncepcje:
- Zapewnienie, że wszystkie zasoby są bezpiecznie dostępne, niezależnie od lokalizacji.
- Przyjęcie strategii minimalnego przywileju i ściśle kontrolowanej kontroli dostępu.
- Kontrola i rejestrowanie całego ruchu[2].

Nazwa "Zero Trust" została stworzona jako drwina w stosunku do kolegów Kindervaga z branży bezpieczeństwa, bazując na rosyjskim przysłowiu "ufaj, ale weryfikuj".
Raport Forrester z 2010 roku wprowadził dwa pomysły, które do dziś budzą kontrowersje w środowisku Zero Trust: "mikroperymetry" oraz zagrożenie ze strony wewnętrznego intruza.

### 2014 rok: Model bezpieczeństwa Google
Po incydencie związanym z atakiem Operation Aurora, Google wprowadza inicjatywę BeyondCorp, której celem jest przemodelowanie architektury bezpieczeństwa. Inicjatywa ta doprowadza do implementacji koncepcji Zero Trust na skalę całej firmy.

### 2019 rok: Gartner i jego wkład w rozwój Zero Trust
Analitycy z Gartnera przedstawiają koncepcję Secure Access Service Edge (SASE), dzięki której koncepcja Zero Trust zyskuje na znaczeniu. Termin Zero Trust jest wówczas redefiniowany jako Zero Trust Network Access (ZTNA).

### 2019 rok: NCSC  i Zero Trust
W 2019 roku, brytyjskie Narodowe Centrum Bezpieczeństwa Cybernetycznego (NCSC) zaleciło architektom sieciowym rozważenie zastosowania podejścia Zero Trust podczas nowych wdrożeń IT, zwłaszcza w przypadku planowanego intensywnego korzystania z usług chmurowych. NCSC proponuje również alternatywne, lecz spójne podejście, identyfikując kluczowe zasady leżące u podstaw architektury Zero Trust:
1. Jedno silne źródło tożsamości użytkownika.
2. Uwierzytelnianie użytkownika.
3. Uwierzytelnianie maszyny.
4. Dodatkowy kontekst, taki jak zgodność z polityką i stan urządzenia.
5. Polityki autoryzacji dostępu do aplikacji.
6. Polityki kontroli dostępu w obrębie aplikacji[7].

### 2020 rok: NIST i standardy w obszarze Zero Trust
Amerykański Instytut Standardów i Technologii opublikował dokument SP 800-207, który przedstawia zunifikowane podejście do architektury Zero Trust. To ważny krok, który sygnalizuje odejście.

### 2021 rok: Uznanie dla koncepcji Zero Trust rośnie
W opublikowanym w 2021 roku raporcie Microsoftu pt. "Zero Trust Adoption Report", aż 96% z 1200 ankietowanych decydentów w obszarze bezpieczeństwa podkreśliło kluczową rolę strategii Zero Trust dla sukcesu ich organizacji. Jako główne powody przyjęcia tej filozofii wskazali na potrzebę zwiększenia elastyczności w zakresie bezpieczeństwa i zgodności oraz na konieczność szybszego wykrywania i reagowania na zagrożenia. Również zmieniający się model pracy, kierujący się w stronę hybrydowej i zdalnej formy, szczególnie widoczny podczas pandemii COVID-19, miał wpływ na większe zainteresowanie podejściem Zero Trust, co potwierdza wspomniany raport.